# Croix de Tourteron
Les croix de Tourteron est un terme désignant trois croix situées à Tourteron, en France.

## Description
Ces croix sont en pierre, excepté le corps du Christ en métal (qui n'a été conservé que pour l'une des trois). Elles se ressemblent pour la partie supérieures, avec les volutes ornementales, mais leur base diffère.

## Localisation
Ces croix sont situées sur le territoire de la commune de Tourteron, dans le département français des Ardennes, respectivement : 
- près du monument aux Morts,
- à l'intersection du CD 30 et de la ruelle de l'église,
- en bordure du chemin rural dit ancien chemin de la Sabotterie.

## Historique
Ces croix datent du XVIIe siècle.
Elles ont été inscrites au titre des monuments historiques en 1972.